# Björn Natthiko Lindeblad
Björn Natthiko Lindeblad, folkbokförd Björn Knut Valdemar Lindeblad, född 16 augusti 1961 i Sankt Johannes församling i Malmö, död 17 januari 2022 i Ölmevalla distrikt i Kungsbacka kommun, Halland, var en svensk civilekonom, näringslivschef, föreläsare och under en tid buddhistmunk.

## Biografi
Björn Lindeblad var son till företagsledaren Göran Lindeblad och Ingrid, ogift Fredrikson. Han tog en civilekonomexamen vid Handelshögskolan i Stockholm och började i mitten av 1980-talet arbeta som biträdande ekonomichef för Aga i Spanien. Han trivdes inte och prövade på att arbeta på förskola, läsa litteraturvetenskap, vara lärarvikarie, sitta i telefonjour för människor i kris och under ett år arbeta som ekonom för FN i Indien.
Både före och under året i Indien intresserade han sig för meditation och buddhism, och i januari 1992 sökte han sig till Wat Pah Nanachat, ett fattigt skogskloster i nordöstra Thailand, och blev munk med namnet Natthiko Bhikkhu. Klostret fungerade som ett andligt värdshus med många gäster från Thailand och utlandet, och Lindeblad uppskattade miljön och gemenskapen. I oktober 2008 hade dock ett beslut mognat fram att lämna klostret och återvända till Sverige för att bland annat leda retreater för meditation samt hålla föredrag.
Lindeblad blev 2012 vald till lyssnarnas sommarvärd Sommar i P1. Han blev sedan framgångsrik med att leda guidade meditationer, retreater samt ledarskapsprogram i näringslivet. I september 2018 fick Lindeblad diagnosen ALS, vilket på olika sätt påverkade och fördjupade hans fortsatta föreläsningsverksamhet.
Den 26 juni 2020 var Lindeblad värd i Sommar i P1 för andra gången. Den 3 oktober samma år samtalade han med Jenny Strömstedt i TV4 Nyhetsmorgon om sin nya bok Jag kan ha fel. Den 13 november 2020 var han gäst hos Skavlan i SVT1. Den 26 augusti 2021 var han huvudgästen i Anne Lundbergs SVT-program Anne möter Björn.
Lindeblad dog genom assisterat självmord den 17 januari 2022.

## Priser och utmärkelser
- Hillesgårdspriset för medmänsklighet, av Stiftelsen Hillesgårdspriset, 2019.
- Adlibrispriset 2020 för Jag kan ha fel och andra visdomar från mitt liv som buddhistmunk